# Zub Lacus
Lo Zub Lacus è una struttura geologica della superficie di Titano.